# Ładowarka gąsienicowa 175C

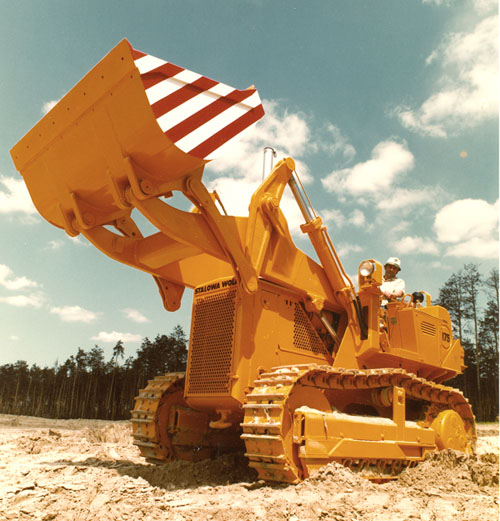
Ładowarka gąsienicowa 175C produkowana w Hucie „Stalowa Wola” (woj. podkarpackie)

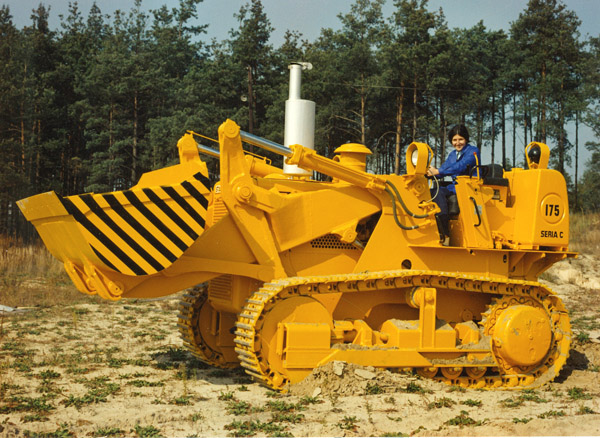
Ładowarka gąsienicowa 175C

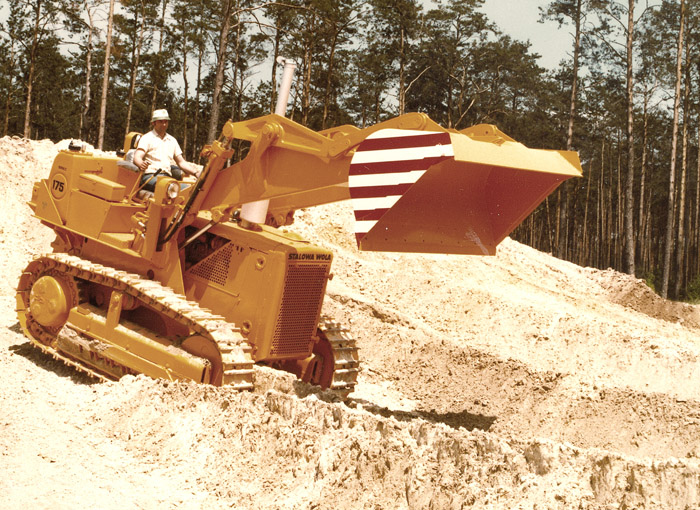
Ładowarka gąsienicowa 175C podczas pracy

Ładowarka gąsienicowa 175C – ciągnik gąsienicowy, zaliczany do grupy maszyn do robót ziemnych. Produkowana w latach 1973–2004 w Hucie „Stalowa Wola” w województwie podkarpackim.
Maszyna ta przeznaczona jest do wykonywania prac w hutach stali i odlewniach żeliwa, w odkrywkowych kopalniach węgla brunatnego, leśnictwie oraz na składowiskach odpadów komunalnych. Wykorzystywana głównie do załadunku materiałów sypkich i kawałkowych na środki transportowe, przemieszczania urobku na bliskie odległości, niwelacji i oczyszczania terenu, wykonywania wykopów, a także innych prac przy użyciu łyżki, zrywaka i specjalistycznych osprzętów.

## Podzespoły
podwozie gąsienicowe
Podwozie składa się z dwóch ram trakcyjnych o konstrukcji skrzynkowej, które wyposażone są w rolki jezdne, rolki podtrzymujące, koła napinające, koła łańcuchowe, łańcuchy gąsienicowe z płytami gąsienicowymi. Ramy trakcyjne osadzone są na czopach wałów mocowanych do tylnej części ramy głównej oraz do wahliwej belki stabilizatora.
nadwozie
Rama główna wchodząca w skład nadwozia jest jednolitą konstrukcją spawaną, utworzoną przez połączenie ramy przedniej i tylnej. Do ramy zamontowane są: chłodnice, silnik, przekładnia hydrokinetyczna (zmiennik momentu), skrzynia biegów, przekładnie boczne i elementy nadwozia.
układ napędowy
Składa się z następujących elementów:
- silnika
- przekładni hydrokinetycznej
- skrzyni biegów
- przekładni głównej z planetarnym mechanizmem skrętu
- przekładni bocznych

osprzęty robocze
Szeroka gama osprzętów roboczych, takich jak:
- łyżka ogólnego przeznaczenia o pojemności 1,32 m³
- łyżka o powiększonej pojemności 1,48 m³
- łyżka wielozadaniowa o pojemności 1,32 m³
- zrywaki wielozębne
- osprzęty specjalistyczne

układ hydrauliczny napędu
Układ hydrauliczny napędu składa się z następujących zespołów:
- głównego zaworu regulacyjnego
- rozdzielacza wybierania zakresów
- zaworów sterujących
- wspomagacza hydraulicznego

układ hydrauliczny roboczy
Głównym elementem układu hydraulicznego roboczego jest rozdzielacz z przepływem otwartym w położeniu neutralnym. Składa się on z:
- sekcji obrotu łyżki
- sekcji podnoszenia
- sekcji zrywaka
- głównego zaworu bezpieczeństwa
- zaworu antykawitacyjnego

## Specyfikacja techniczna
Silnik
- marka i typ: Komatsu Dresser 610 T
- rodzaj: 4-suwowy silnik wysokoprężny, z turbodoładowaniem, z bezpośrednim wtryskiem paliwa i bezpośrednim rozruchem
- moc netto na kole zamachowym przy 2500 obr./min: 104 kW
- maksymalny moment obrotowy przy 1500 obr./min: 534 Nm
- liczba cylindrów: 6
- pojemność: 5,9 dm³
- układ elektryczny: 24 V

Zmiennik momentu
Jednostopniowy, przełożenie dynamiczne 3,33:1.
Skrzynia biegów
Przełączalna pod obciążeniem, z wałkiem pośrednim, sterowana hydraulicznie, cztery biegi do przodu i cztery do tyłu.
Zmiennik momentu
Jednostopniowy, zmiennik momentu O 305 mm o przełożeniu 3,33:1 napędza skrzynię biegów przez dwuprzegubowy wał.
Mechanizm skrętu i hamulce
Jednostopniowa przekładnia planetarna z wielotarczowymi hamulcami typu mokrego umożliwia łagodne skręty i zwroty w miejscu, każda z gąsienic sterowana pedałem nożnym, z użyciem wspomagania hydraulicznego.
Przekładnie boczne
Dwustopniowy reduktor typu planetarnego zapewnia największe przełożenie układu przeniesienia napędu przy pracy. Koło łańcuchowe typu pierścieniowego można demontować bez usunięcia ramy trakcyjnej.
Rama trakcyjna
- Całkowicie spawana z elementów grubościennych
- liczba rolek jezdnych na stronę – 6
- liczba rolek podtrzymujących na stronę – 1
- koła napinające (typu bębnowego) na stronę – 1
- wszystkie rolki i koła napinające nasmarowane na cały okres eksploatacji

Gąsienice
- Szerokość płyt gąsienicowych normalna – 406 mm
- podziałka gąsienicy w stanie napiętym – 190 mm
- liczba płyt gąsienicowych na stronę – 37
- powierzchnia styku gąsienic z podłożem – 2800 mm
- długość styku gąsienicy z podłożem – 2260 mm
- wysokość ostrogi – 35 mm
- prześwit nad podłożem – 467 mm
- napinanie gąsienic – hydrauliczne
- nacisk na podłoże – 0,77 kg/cm²

### Pojemności
- Zbiornik paliwa – 303 l
- układ chłodzenia – 38 l
- układ smarowania silnika łącznie z filtrami – 16 l
- skrzynia biegów i rama tylna – 132 l
- przekładnie boczne każda – 21 l
- układ hydrauliczny – 91 l

## Parametry techniczne
- Długość całkowita (łyżka oparta o podłoże) – 5080 mm
- wysokość podnoszenia wysięgnika mierzona do sworznia wysypu łyżki: – 3429 mm
- wysokość wyładunku przy pełnym podniesieniu i przy kącie wyładunku 45° – 2720 mm
- wysokość z kabiną – 2972 mm
- szerokość z łyżką – 2190 mm
- szerokość bez łyżki 2080 mm
- masa eksploatacyjna – 14 360 kg
- rozstaw osi – 1680 mm
- siła wyrywająca – 110 kN